# ذا سيمز 4: جانغل أدفانتشر
ذا سيمز 4: جانغل أدفانتشر (بالإنجليزية: The Sims 4: Jungle Adventure)‏، هي لعبة فيديو من نوع
محاكاة الحياة، صدرت في الأسواق يوم 27 فبراير 2018، وتعمل على منصة مايكروسوفت ويندوز وماك أو إس.

## الموقع الخارجي
- الموقع الرسمي